# オクタビオ・オカンポ
オクタビオ・オカンポ(Octavio Ocampo、1943年2月28日 - )は、メキシコ中央部グアナファト州セラヤ出身のシュルレアリスム画家。  

## 経歴
デザイナーの親を持ち幼少期から芸術を学んだ。 アートスクールではカーニバルパレードや祭りで使用されるフロート、祭壇、装飾品用の張り子を作成した。 高校生の頃には予備校とセラヤ市庁舎の壁画を描いている。 ディエゴ・リベラの娘である建築家ルース・リベラとジャーナリストのマリア・ルイサ・メンドーサに、メキシコシティのFine Art Instituteで絵画と彫刻を学ぶことを勧められ、1974年に卒業した。 
彼の才能は絵画や彫刻に限らず、演技やダンスにも及んだ。 サンフランシスコ芸術大学でこの分野を学び、映画と演劇の両方のキャリアを追求した。1976年以降は絵画と彫刻のみに専念し始める。現在は主にトロンプ・ルイユの寄せ絵の技法を使った絵画を発表している。彼の絵画の多くは一つの絵画の中から人の顔が浮かび上がるというテーマで描かれている。

## 作品
オクタビオ・オカンポはメキシコで最も多作なアーティストの一人である。 
オカンポは、時にはひどく冷笑的で、時には刺激的な絵画のいくつかの作品で知られている。一枚の絵に二重のイメージが織り込まれている。オクタビオは自身の作風を「変身(metamorphic)」スタイルと呼んでいる。 
アメリカ合衆国アリゾナ州セドナのVisions Fine Art Galleryはオクタビオ・オカンポの作品を多く収蔵している。 
有名人を描いた作品ではアメリカ合衆国元大統領ジミー・カーターを描いたものがある(当時のメキシコ大統領ホセ・ロペス・ポルティージョからの贈り物として選ばれた） 。 
アメリカの女優ジェーン・フォンダ、アメリカの歌手シェール「Heart of Stone 」のアルバムジャケット、  、ラテンアメリカの公民権活動家セザール・チャベスなどを描いたものがある。 

## その他
オクタビオ(2011年の映画)は、オカンポの影響と絵画技術の変化を検証する長編ドキュメンタリー映画。 監督はホセ・アントニオ・トーレス。 

## 参照資料
1. ↑  Naomi Levin (2007年). “METAMORPHOSES OF MAN AND NATURE: The Myth of Philemon and Baucis as Represented by Ruben and La Fontaine”.   Metamedia, a collaboratory at Stanford University. 2007年7月28日閲覧。 “These kinds of artwork play with optical illusions ... The tradition was widely appreciated in the Renaissance and is maintained today by contemporary artists, such as the Mexican painter Octavio Ocampo.”
2. ↑  Octavio Ocampo Visions Fine Art Gallery
3. ↑  “Items from Gifts of State”.   Jimmy Carter Library (1999年). 2007年7月28日閲覧。 “The Octavio Ocampo portrait of Jimmy Carter was a gift presented by the President of Mexico at the time José López Portillo, in February 1979”
4. ↑  “Octavio Campo”.   planetperplex.com (2007年). 2007年7月28日閲覧。 “This cover was quickly replaced by a normal picture of Cher, because so many people thought it was so ugly. The original cover is now a collector's item.”